# Benediktbeuern
Benediktbeuern è un comune della Germania situato nel Land della Baviera nel circondario di Bad Tölz-Wolfratshausen e nel distretto governativo dell'Alta Baviera.

## Monumenti e luoghi d'interesse
Nel centro abitato si trova il monastero di Benediktbeuern, celebre abbazia-scriptorium benedettina i cui monaci scrissero i Carmina Burana. Fondata nel 739, venne rifatta in stile barocco fra XVII e XVIII secolo.